# Alfred H. Moses
Alfred H. Moses (* 24. Juli 1929 in Baltimore, Maryland) ist ein US-amerikanischer Rechtsanwalt und Diplomat sowie ehemaliger Berater des US-Präsidenten Jimmy Carter. Außerdem ist er Ehrenpräsident des American Jewish Committee, dem er von 1991 bis 1994 vorstand.

## Leben
Nach dem High-School-Abschluss am Baltimore City College studierte Moses Internationale Beziehungen am Dartmouth College (B.A. 1951) sowie Rechtswissenschaften an der Princeton University und der Georgetown University (J.D. 1956), wo er Herausgeber der Georgetown Law Review war. Außerdem diente er als Offizier in der United States Navy. Danach wurde er Mitglied der international tätigen Anwaltskanzlei Covington & Burling in Washington, D.C. und arbeitete für das Beratungsunternehmen Promontory Financial Group, derzeit als CSO.
Darüber hinaus war er Special Advisor und Special Counsel für US-Präsident Jimmy Carter. 1994 ernannte ihn Präsident Bill Clinton als Nachfolger von John R. Davis zum US-Botschafter in Rumänien. Von 1999 bis 2011 war er Special Presidential Emissary für den Zypern-Konflikt. Er war von 1991 bis 1994 Präsident des American Jewish Committee und ist seit 1977 Mitglied im Council on Foreign Relations. Moses bekleidet(e) zahlreiche weitere Ämter u. a. als Vorsitzender der Nichtregierungsorganisation UN Watch und des Project on Ethnic Relations.
Er veröffentlichte Beiträge in u. a. The New York Times, International Herald Tribune und The Washington Post.

## Auszeichnungen
- 1996: Ehrenbürger der Stadt Timișoara
- 2002: Stern von Rumänien (Großkreuz)

## Werke
- Bucharest Diary: Romania’s Journey from Darkness to Light. Brookings Institution, Washington, D. C., 2018, ISBN 978-0-8157-3272-3.